# Джахин, Салах
Мухаммад Салах Эльдин Бахгат Ахмад Хельми (араб. محمد صلاح الدين بهجت أحمد حلمي‎), известный как Салах Джахин (Гахин, араб. صلاح جاهين‎; 25 декабря 1930, Каир — 21 апреля 1986, там же) — египетский поэт, песенник, драматург и карикатурист. Писал на египетском разговорном диалекте арабского языка.

## Биография
Джахин родился в каирском районе Шобра в семье среднего достатка. Изучал право в Каирском университете, посещал Каирский институт изящных искусств. В 1955 году он начал работать в египетском еженедельном журнале «Роз аль-Юсеф» как художник-карикатурист. Через год он перешёл в новый журнал «Сабах эль-Хайр», в котором стал главным редактором, затем устроился в газету «Аль-Ахрам».
Вместе с Фуадом Хаддадом Джахин сыграл большую роль в развитии египетской «свободной» (разговорной) поэзии. Фактически, термин «шир аль-аммия» или «арабская разговорная поэзия» был введён только в 1961 году группой молодых поэтов, включая Салаха Джахина, Абд аль-Рахмана Абнуди, Фуада Кауда и Сайида Хигаба. До этого поэзия на разговорном египетском арабском языке рассматривалась как фольклорное и низкое искусство «необразованных масс», в то время как арабский термин «шир», обозначавший поэзию, ограничивался произведениями, написанными на стандартном арабском языке. Поэзия Джахина, вобравшая в себя народные предания и легенды, использовала не только традиционные арабские песенные жанры (заджаль и мавваль), но и европейские (сонет), а также форму свободного стиха.
Джахин дебютировал в литературе поэтическим сборником «Слово мира» («Килмит салама», 1955). Последующие сборники также концентрировались на социальных и политически значимых проблемах: «Песня о канале» («Маввал ашан аль-канал», 1956), «Цветок из Москвы» («Захра мин Муску», 1958), «О луне и глине» («Ан аль-камар ва-т-тин», 1961), «Самый любимый» (1963), «Сентябрьские напевы» («Ангам сибтимбриййа», 1984). Многие стихи были положены на музыку и стали в Египте популярными песнями.
Из их числа Джахин особенно славился патриотическими песнями, знаменовавшими революционную эпоху Гамаля Абдель Насера, многие из которых исполнялись известным египетским певцом Абдель Халимом Хафезом. Вдохновлённый революцией 1952 года, Джахин считался полуофициальным поэтом революции. Однако после поражения Египта в войне 1967 года и смерти президента Насера в 1970 году он страдал от тяжелой депрессии. В одном из интервью он сказал, что после этих событий и внезапного изменения политической ориентации он все больше чувствовал себя Гамлетом в трагедии, где новый президент Садат олицетворял коварного Клавдия.
Помимо политической поэзии, стихи Джахина часто содержат метафизические и философские темы, поднимающие вопросы цели человеческой жизни, природы добра и зла, человеческой и божественной воли и пределов человеческих стремлений к свободе и счастью. Он также написал несколько пьес для кукольного театра
В 1965 году Джахин был награжден египетским орденом науки и искусств I степени. Он умер в 1986 году в возрасте 55 лет.

## Сборники с русскими переводами
- Молодые поэты ОАР, М., 1968.
- Мы живем на одной планете, Ташкент, 1968.
- Гнев и надежда, М., 1970.
- Поэзия Африки, М., 1973.